# Akçaabat Sebatspor
Der Akçaabat Sebatspor war ein türkischer Sportverein aus dem Landkreis Akçaabat der Provinz Trabzon. Der Verein wurde 1923 gegründet und spielte in den 2000er-Jahren für zwei Spielzeiten in der Süper Lig. In der Ewigen Tabelle der Süper Lig liegt der Verein auf dem 58. Platz. Damit ist er nach dem Traditionsverein Trabzonspor der zweite Verein aus der Provinz Trabzon, der in der höchsten türkischen Spielklasse, der Süper Lig, gespielt hat. 2018 wurde der Verein aufgelöst.

## Geschichte

### Vereinsgründung
Der Verein wurde 1923 in der Kreisstadt Akçaabat unter der Schirmherrschaft von Mehmet Ağa unter dem Namen Sebat İdman Yurdu gegründet. In den nachfolgenden Jahren fusionierte der Verein immer wieder mit anderen Vereinen, sei Name blieb aber immer ortsgebunden.

### Teilnahme an der 3. Lig
Am türkischen Profifußball beteiligte sich der Verein erstmals im Sommer 1970. Hier wurde man unter dem damaligen Namen Sebat Gençlik SK in die damals dritthöchste Spielklasse, die 3. Lig, aufgenommen und spielte in der Drittligasaison 1970/71. In der ersten Spielzeit in der 3. Lig belegte man den 1. Tabellenplatz. In der folgenden Saison 1971/72 wurde man Tabellenzweiter und verfehlte so knapp den Aufstieg in die 2. Lig. Nachdem man sechs Jahre in der 3. Lig tätig war, erreichte man in der Drittligasaison 1977/78 die Meisterschaft und stieg somit das erste Mal in der Vereinsgeschichte in die zweithöchste Spielklasse, in die 2. Lig, auf.

## Erfolge
- Tabellendritter der TFF 1. Lig (1): 2002/03
- Aufstieg in die Süper Lig (1): 2002/03
- Meisterschaft der TFF 2. Lig (2): 1977/78. 1991/92
- Vizemeisterschaft der TFF 2. Lig (1): 1990/2000
- Aufstieg in die TFF 1. Lig (3): 1977/78, 1991/92, 1990/2000

## Ligazugehörigkeit
- 1. Liga: 2003–2005
- 2. Liga: 1978–1991, 1992–1993, 2000–2003, 2005–2007
- 3. Liga: 1970–1978, 1991–1992, 1993–2000, 2007–2011
- 4. Liga: 2011–2012
- Bölgesel Amatör Lig: 2012–2013

## Ehemalige bekannte Spieler
| - Selim Akbulut - Bülent Akın - Metin Aktaş - Ali Aliyev - Ragıp Başdağ - Sedat Bayrak - Hakan Bayraktar - Ufuk Bayraktar - Ali Eren Beşerler - Muzaffer Bilazer - Adem Büyük - Orhan Çıkırıkçı - Levent Demiray - Abdurrahman Dereli | - Oktay Derelioğlu - Hamza Gezmiş - Volkan Glatt - Şenol Güneş - Ali Güzeldal - Orhan Kaynak - Hasan Özer - Serdar Özkan - Kemal Serdar - Yusuf Şimşek - Antti Sumiala - İsmet Taşdemir - Ogün Temizkanoğlu - Hasan Üçüncü |

## Bekannte ehemalige Trainer
- Mehmet Birinci (Juli 1989 – Mai 1990)
- Mehmet Birinci (November 1992 – Mai 1993)
- Mehmet Birinci (Juni 1997 – Mai 1998)
- Ekrem Al (August 1999 – Mai 2001)
- Kadir Özcan (August 2001 – Mai 2002)
- Sadi Tekelioğlu (August 2002 – Mai 2003)
- Ekrem Al (Juli 2003 – Oktober 2003)
- Mehmet Birinci (November 2003 – Juni 2004)
- Sadi Tekelioğlu (September 2004 – Januar 2005)
- Güvenç Kurtar (Januar 2005 – Mai 2005)
- Ekrem Al (Februar 2006 – September 2006)
- Mehmet Birinci (Oktober 2010 – Februar 2011)
- Ekrem Al (Februar 2011 – Mai 2011)